# Zingiber laoticum
Zingiber laoticum är en enhjärtbladig växtart som beskrevs av François Gagnepain. Zingiber laoticum ingår i släktet Zingiber och familjen Zingiberaceae. Inga underarter finns listade i Catalogue of Life.